# Алахунчай
Алахунчай — река в России, протекает в Рутульском районе РеспубликтДагестан. Длина реки составляет 18 км. Площадь водосборного бассейна — 76,9 км².
Начинается на южном склоне Самурского хребта. Течёт в общем южном направлении мимо гор Хончарихалилбак, Хунзулдалилбак, Оратилбак и Шатилелбак.
Устье реки находится в 10 км по левому берегу реки Кара-Самур.
Основные притоки — Оратилрат, Бакхахалрат, Джамалулрат (все — левые).

## Данные водного реестра
По данным государственного водного реестра России относится к Западно-Каспийскому бассейновому округу, водохозяйственный участок реки — Самур. Речной бассейн реки — Терек.
Код объекта в государственном водном реестре — 07030000412109300002286.